# Тадич, Йосип
Йо́сип Та́дич (хорв. Josip Tadić; род. 22 августа 1987, Джяково) — хорватский футболист, нападающий клуба «Судува».

## Биография

### Клубная карьера
Начал профессиональною карьеру в клубе «Осиек». Он был лучшим игроком в команде в сезоне 2004/05. Дебютировал в чемпионате Хорватии 16 ноября 2004 года в матче против «Камен Инград», тогда ему было 17 лет. Летом 2005 года перешёл в немецкий «Байер» (Леверкузен) за 350 тысяч евро. Но в команде у него не было шансов закрепиться, так как там играли такие игроки как: Димитр Бербатов и Андрей Воронин. В сезоне 2005/06 он сыграл лишь один раз — 17 декабря в матче против «Ганновера» (0:0), тогда он вышел на 85 минуте, заменив Транквилло Барнетта. Остальную часть сезона провёл играя за резервную команду.
В декабре 2006 года перешёл в «Динамо» (Загреб).
12 июля 2018 года Тадич был представлен игроком клуба Китчи, выступающего в Премьер лиге Гонконга.

### Карьера в сборной
Выступал за различные сборные Хорватии, разных возрастных категорий.